# 인도주의
인도주의(人道主義 영어: Humanitarianism)는 모든 인간이 평등한 인격과 존엄성을 지닌 동등한 인간이라는 입장에서, 인류에게 있어 바람직한 일(예컨대 행복·평화·우애 등)을 인종·민족·국적·체제·종교 여하를 초월하여 타인에게 실천하는 사고 방식 내지 운동을 말한다. 차별없는 박애주의, 홍익인간 운동, 상호부조 및 자선사업, 사해동포(四海同胞)주의, 평화주의 등으로 나타나 있다.

## 관련 이야기
- 벚꽃동산에서 뜨로피모프의 사상도 인도주의라고 할 수 있다. 모든 사람의 행복을 추구하는 것, 그것이 바로 인도주의이다.
- 종교 역사에서도 인도주의를 실천한 예가 있다. 예를 들어 한국의 민족종교인 천도교에서는 2대교주 손병희 선생때에 교인들이 밥을 지을때마다 한 숟가락씩 저장해두었다. 이렇게 모인 쌀은 어려운 교인들을 돕는 일에 사용되었다. 또한 신약성서의 마태복음서 25장에도 기억하지 못하는 나눔과 섬김을 했는가 아닌가, 곧 대가를 바라지 않고 어려운 이웃을 도왔는가,아닌가로 구원과 심판이 갈라지는 이야기가 나온다.
- 사회학자 장 지글러는 《왜 세계의 절반은 굶주리는가》에서 적십자 등의 인도주의 구호단체가 가진 문제를 지적했다. 하나는 전투능력이 없기 때문에 분쟁지역에서 스스로 지킬 수 없으며, 둘째 쓸 수 있는 돈이 정해져 있으니 모든 기아들을 돕지 못한다.
- 출판인 김규항 씨는 《예수전》에서 어려운 이웃을 돕는 인도주의에서 모든 사람들이 최소한의 생존을 보장받음으로써 자존감을 가지고 살 수 있는 사회변화로 나아가야 한다고 주장했다.
- 다니엘 디포의《로빈슨 크루소》에서 인도주의자는 야만인들을 죽이는 스페인 사람들을 무시무시하고 잔인한 존재로 여긴다고 말하였다.

## 같이 보기
- 인권
- 인도주의적 지원
- 국제 적십자사·적신월사 연맹
- 국제인도법
- 국제 적십자·적신월 운동
- 국제구조위원회
- 릴리프웹